# IK Göta
IK Göta er en idrætsklub fra Stockholm, der blev grundlagt den 1. oktober 1900 af soldater i Göta livgarde. Klubben blev til tider kaldt "Stockholms-Göta", hvis der var mulighed for at forveksle den med IF Göta fra Karlstad ("Karlstads-Göta"). Et andet af klubbens øgenavne var "De stålgrå", eftersom konkurrencedragten i atletik bestod af sorte bukser og grå tanktop med sort klublogo.
Klubben har vundet mindst 180 svenske mesterskaber (individuelt og for hold), heraf bl.a. ni i ishockey og tolv i bandy (fire for mænd og otte for kvinder).
Oprindeligt havde klubben hjemmebane på Östermalms idrætsplads men klubben har haft aktiviteter på mange idrætsanlæg i Stockholm gennem årene. I dag har IK Göta hjemme på Stora Mossen i Bromma.
Klubben har gennem tiden bl.a. haft afdelinger for atletik, bandy, bowling, floorball, fodbold, hockey, håndbold, ishockey og skiløb.

## Bandy
Klubben var dominerende inden for svensk bandy på herresiden i 1920'erne og på kvindesiden i 1970'erne og begyndelsen af 1980'erne. Den vandt i alt 12 svenske mesterskaber i bandy, men nu er klubbens bandyafdeling nedlagt.
IK Göta's herrehold var i SM-finalen i bandy for første gang i 1919, hvor holdet tabte 2-8 til IFK Uppsala. Klubben var i finalen yderligere fire gange, som alle blev vundet: i 1925, 1927, 1928 og 1929. Da bandyligaerne blev etableret, spillede klubben i Division I, der på det tidspunkt var Sveriges bedste division, i sæsonerne 1931, 1932 og 1933.
Klubben startade bandyhold for kvinder i 1929, da Stockholms Kvinnliga Bandyklubb blev optaget i IK Göta. IK Götas kvindehold blev svenske mestre otte gange: i 1973, 1976, 1977, 1978, 1979, 1980, 1981 og 1983. Kvinderne var derudover i SM-finalen i 1974 og 1982. Blandt klubbens kendte spillere var Birgitta Söderström, Ann Elefalk, Lena Beck, Gunilla Kock (Putte Kocks datter), Lena Lundin, Gunilla Ekeling samt bestyrelsesmedlem i Riksidrottsförbundet (RF) Karin Redelius.
Efter at have oplevet rekrutteringsproblemer slog IK Göta sig i 2001 samman med Hammarby IF, og holdet stillede op i turneringerne under navnet IK Göta/Hammarby IF. I 2004 ophørte dette samarbejde imidlertid og holdet blev nedlagt.

## Fodbold
IK Göta var en af de første klubber i Sverige, som optog kvindefodbold på programmet, med start i slutningen af 1960'erne. I begyndelsen var det bandy- og håndboldpigerne, der startede med at spille fodbold i klubben. Afdelingen blev oprettet af Ann Elefalk, som også var holdets første træner. Sæsonen 1972 var klubbens mest succesrige sæson, hvor dben nåede semifinalen i "rigsmesterskabet", der var forgængeren for det svenske mesterskab, der officielt blev afviklet for første gang i 1973. I rigsmesterskabs-semifinalen tabte IK Götas kvinder efter straffesparkskonkurrence mod de senere vindere af mesterskabet, Öxabäcks IF. Klubben var dominerende inden for pigefodbold i Stockholm i 1970'erne og vandt Skt. Erikscuppen flere gange.

## Hockey
I en årrække i 1980'erne havde klubben en afdeling for hockey. Spilledragten var vinrød og lyseblå efter inspiration fra West Ham United FC. Afdelingen havde sin oprindelse i foreningen Solhöjden fra Spånga. Man deltog med hold i både herre- og dame-allsvenskan.

## Håndbold
Göta IK's håndboldhold har spillet fem sæsoner i håndbold-sallsvenskan. Den første sæson var 1935-36, hvor holdet havde vundet kvalifikationen til Allsvenskan foran IFK Örebro, Fram og Sanna. Det gik godt i Allsvenskan for Göta, som vandt fire kampe i træk og endte på tredje plads i divisionen. Foreningens økonomi var imidlertid dårlig og den følgende sæson bad klubben om at spille i Division 2. I 1943-44 vendte IK Göta tilbage til Allsvaneskan, og endnu en gang med en tredjeplads som sæsonresultat. Klubben endte på 21 point, seks færre end mestrene Majorna, og man samlede i alt 13.370 tilskuere til sine hjemmekampe. Göta spillede i Allsvenskan indtil 1947, hvor holdet blev sidst og dermed rykket ned. Siden da har klubben ikke spillet i den bedste række.

## Ishockey
Klubben tilhører pionererne inden for svensk ishockey. Klubben tog initiativ til oprettelsen af Svenska Ishockeyförbundet i 1922 og vandt samme år det første svenske mesterskab. I finalen vandt IK Göta over Hammarby IF med 6-0. Klubbens ledere og spillere gjorde en stor indsats for at spreda kendskab til ishockey uden for Stockholm og rejste blandt andet rundt i Norrland og Mellemsverige og lærte fra sig om spillet.
IK Göta har spillet i den bedste række i 34 sæsoner og vundet ni svenske mesterskaber, senest i 1948. I sæsonen 1957-58 rykkede klubben ned fra Division I og vendte ikke tilbage. I løbet af 1950'erne mistedes flere ledende spillere til konkurrerende klubber, især Djurgårdens IF. Herefter stagnerede klubbens ishockeyafdeling og holdet dalede langsom ned igennem divisionerne i løbet af de næste årtier.
Inden sæsonen 2007-08 blev IK Göta slået sammen med Tranebergs IF under navnet Göta Traneberg IK. Fusionsklubben har ishockeyaktiviteter fra skøjteskole til førstehold, og i sæsonen 2016-17 spillede Göta Traneberg IK i Division 2. Göta Traneberg IK er en af de størsta klubber i Sverige med hensyn til antal aktive.
De allerstørste spillere i IK Götas storhedstid (1922–48) var Einar "Stor-Klas" Svensson, Einar "Knatten" Lundell, Erik "Jerka" Burman, Georg Johansson-Brandius, Birger Holmqvist, Gustaf "Lulle" Johansson, Kurt Sucksdorff, Yngve Liljeberg, Torsten Jöhncke og Åke "Sparven" Ericson.
Nils Nilsson, Mats Waltin, Thom Åhlund, Patric Blomdahl, Ulf Lindgren (Elitseriedommer), Yngve Casslind, Douglas Murray, Jonas Liwing, Fredrik Näslund, Jacob Josefson, Leif Fredblad og Ove Malmberg har også spillet i klubben.